# Ruchbah
Ruchbah  eller Delta Cassiopeiae (δ Cassiopeiae, förkortat Delta Cas, δ Cas) som är stjärnans Bayerbeteckning, är en dubbelstjärna belägen i mellersta delen av stjärnbilden Cassiopeia. Den har en kombinerad skenbar magnitud på 2,68 och är synlig för blotta ögat. Baserat på parallaxmätning inom Hipparcosuppdraget på ca 32,8 mas, beräknas den befinna sig på ett avstånd på ca 100 ljusår (ca 30 parsek) från solen.

## Nomenklatur
Delta Cassiopeiae har de traditionella namnen Ruchbah och Ksora. Det förstnämnda kommer från det arabiska ordet ركبة rukbah som betyder "knä" och det sistnämnda fanns första gången 1951 i publikation, Atlas Coeli (Skalnate Pleso Atlas of the Heavens) av den tjeckiske astronomen Antonín Bečvář. Professor Paul Kunitzch har inte kunnat hitta några ledtrådar om ursprunget till namnet. Stjärnan Alfa Sagittarii hade också det traditionella namnet Ruchbah (liksom Rukbat).
År 2016 organiserade Internationella astronomiska unionen en arbetsgrupp för stjärnnamn (WGSN) med uppgift att katalogisera och standardisera riktiga namn för stjärnor. WGSN fastställde namnet Ruchbah för komponenten WDS J01258 + 6014 Aa den 21 augusti 2016 och detta ingår nu i listan över IAU-godkända stjärnnamn (Alfa Sagittariis primärstjärna fick namnet Rukbat).

## Egenskaper
Primärstjärnan, WDS J01258 + 6014 Aa, är en underjättestjärna av spektralklass A5 IV, som anger att den förbrukat vätet i dess kärna och har börjat utvecklas genom underjättefasen till en jättestjärna. Det beräknas att den är 4 procent bortom slutet av sin tid i huvudserien vid en ålder av ca 600 miljoner år.  Den har expanderat till cirka 3,9 gånger solens radie.
Överskott av infraröd strålning har observerats från Ruchbah vid en våglängd av 60 μm, vilket tyder på närvaro av en eventuell omgivande stoftskiva. Denna strålning kan karakteriseras av värme från strålning vid en temperatur av 85 K, vilket motsvarar en omloppsradie på 88 astronomiska enheter, eller 88 gånger jordens avstånd från solen. Som jämförelse sträcker sig regionen av det avlägsna Kuiper-bältet i solsystemet från 30-50 AE.
Ruchbah är en förmörkelsevariabel av Algoltyp med en period på 759 dygn. Den skenbara magnituden varierar mellan +2,68 och +2,74 när stjärnorna passerar framför varandra.